# Campionati italiani assoluti di scherma del 1936
I Campionati italiani assoluti di scherma del 1936 sono stati organizzati dalla Federazione Italiana Scherma.
Nel fioretto, si sono aggiudicati i titoli dei campionati italiani Gioacchino Guaragna, che ha vinto il suo settiamo titolo, e Ada Biagini, che ha bissato il titolo del 1935.
Il titolo della spada è andato a Dario Mangiarotti, mentre quello della sciabola a Vincenzo Pinton; per entrambi si è trattato del primo successo.

## Podi

### Uomini
| Specialità  | Oro                 | Argento | Bronzo |
| Individuali |                     |         |        |
| Fioretto    | Gioacchino Guaragna | -       | -      |
| Spada       | Dario Mangiarotti   | -       | -      |
| Sciabola    | Vincenzo Pinton     | -       | -      |

### Donne
| Specialità  | Oro         | Argento | Bronzo |
| Individuali |             |         |        |
| Fioretto    | Ada Biagini | -       | -      |